# Fonderie Nationale des Bronzes

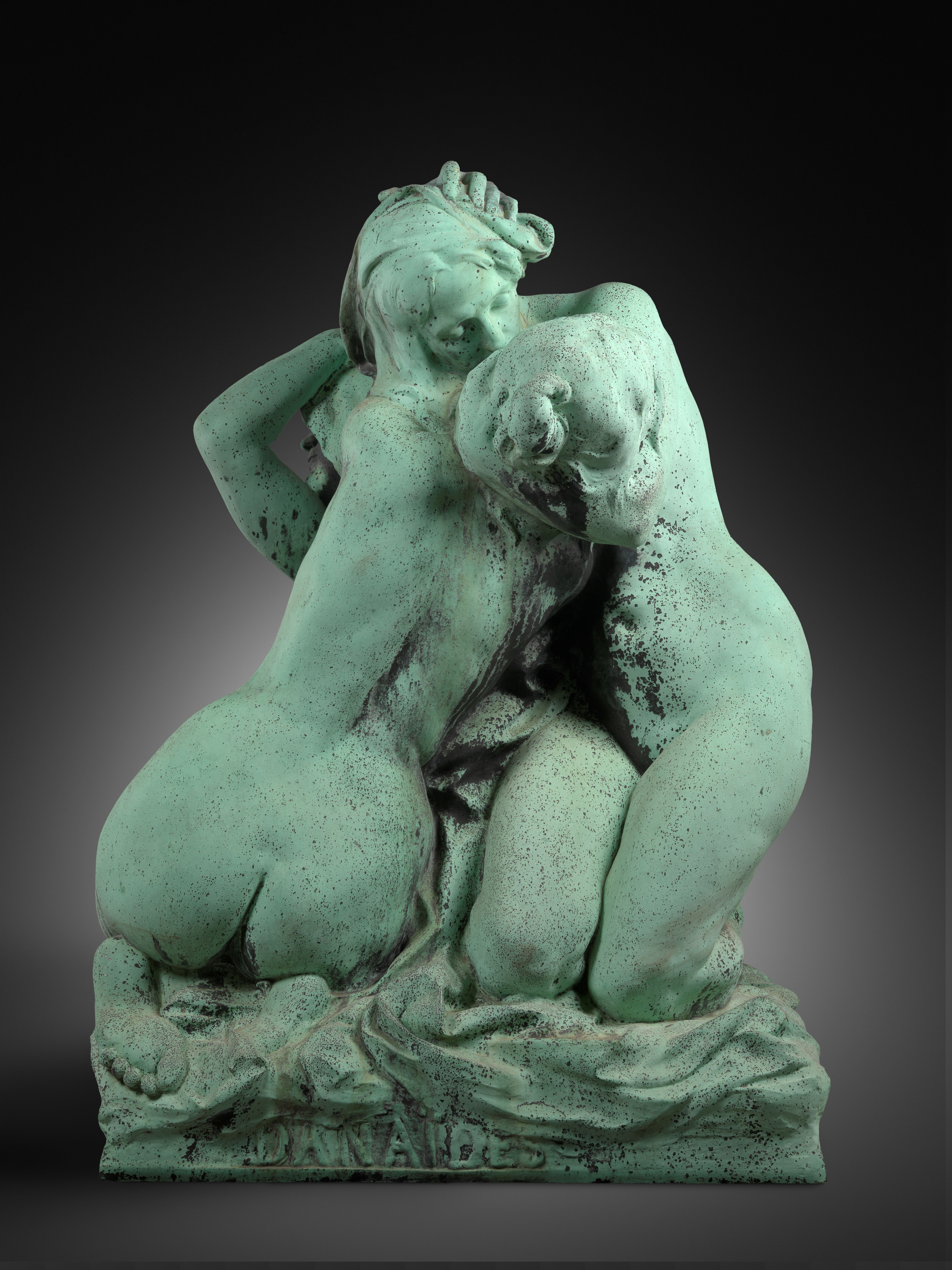
Danaïden (1901) van Jacques Marin, collectie Koninklijk Museum voor Schone Kunsten Antwerpen

De Fonderie Nationale des Bronzes (1870-1967) was een Belgische onderneming, gespecialiseerd in bronsgieten opgericht in 1870 door Jacques Petermann in Sint-Gillis.

## Geschiedenis
Oprichter Jacques Petermann was aanvankelijk bronsgieter bij de Compagnie des Bronzes in Brussel. In 1870 vestigde hij een eigen bedrijf aan de É. Féronstraat in Sint-Gillis onder Brussel.
Aanvankelijk werkte hij onder eigen naam en signeerde zijn werk als J. Petermann fondeur Bruxelles. Rond 1902-1903 werd de bedrijfsnaam Société Nationale des Bronzes, van 1906 tot 1967 heette de zaak Fonderie Nationale des Bronzes, waarbij in de signatuur vaak nog (Ancienne) Firme J. Petermann werd toegevoegd.
Het bedrijf werkte voor Belgische, Franse en Nederlandse beeldhouwers, onder wie Toon Dupuis, August Falise, Jef Lambeaux en Auguste Rodin. Voor de laatste maakten ze onder andere exemplaren van De Burgers van Calais en De Denker. Voor en na de Eerste Wereldoorlog had het bedrijf een vertegenwoordiging in Londen.
Van 1959 tot 1967 stond het bedrijf onder leiding van kunstenaar Claude-Henry Pollet.

## Werken (selectie)
- Buste van Constantijn Huygens (1897), Scheveningen. Beeldhouwer: Arend Odé.
- De Burgers van Calais (1905), Mariemont. Beeldhouwer: Auguste Rodin.
- Monument ter herdenking van de Belgische onafhankelijkheid (1905) in Tienen. Beeldhouwer: Jef Lambeaux.
- Schoonheid, Kracht en Wijsheid (1910) in het Paul De Smet de Naeyerpark in Gent.  Beeldhouwer: Jules Pierre Van Biesbroeck.
- Monument voor Emile Henricot (1911) in Court-Saint-Étienne. Beeldhouwer: Godefroid Devreese.
- Monument ter ere van de gebroeders Van Eyck (1912) in Gent.  Beeldhouwer: Geo Verbanck.[3]
- Standbeeld Pater Verbiest (1913) in Pittem. Beeldhouwer: Jacques de Lalaing.
- Buste van Jules Thiriar (1914). Beeldhouwer: Auguste Rodin.
- Standbeeld van Johan de Witt (1918) in Den Haag. Beeldhouwer: Frederik Engel Jeltsema.
- Beeld van een soldaat (1922) voor het oorlogsmonument in Oostende. Beeldhouwer: Pieter Braecke.[4]
- Standbeeld van Gabrielle Petit (1923) op het Sint-Jansplein te Brussel. Beeldhouwer: Égide Rombaux.
- Heilig Hartbeeld (1925) in Reuver. Beeldhouwer: August Falise.
- Standbeeld van Petrus Canisius (1927), Nijmegen. Beeldhouwer: Toon Dupuis.
- Standbeeld van dr. Schaepman (1927) in Tubbergen.  Beeldhouwer: August Falise.
- Le Destin (1927), Léon Jacquetplaats in Elsene. Beeldhouwer:  Henri Boncquet.
- Aan onze marterlaars, Karabiniersplein in Schaarbeek. Beeldhouwer: Georges Vandevoorde.

### Fotogalerij

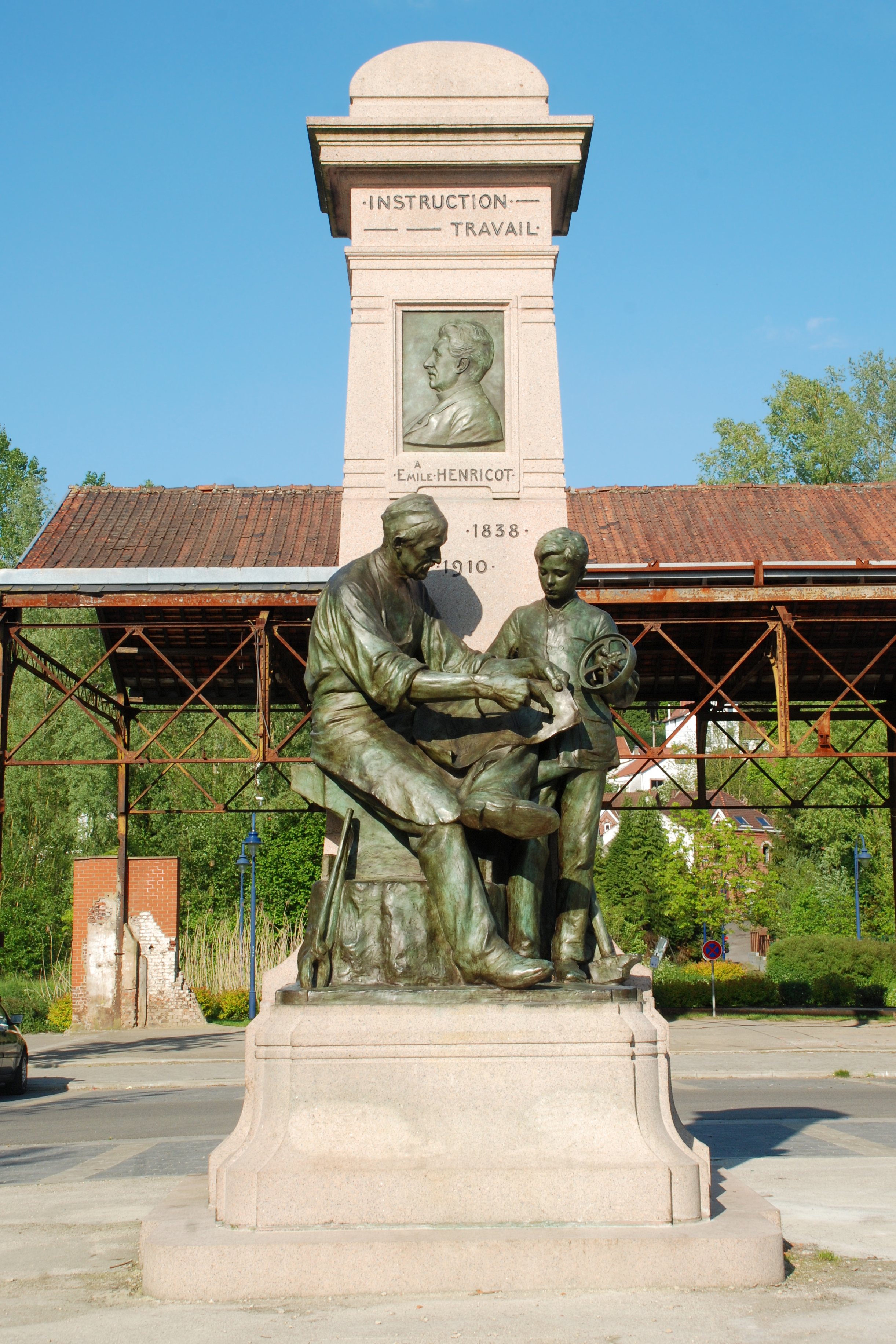
Monument voor Emile Henricot (1911)
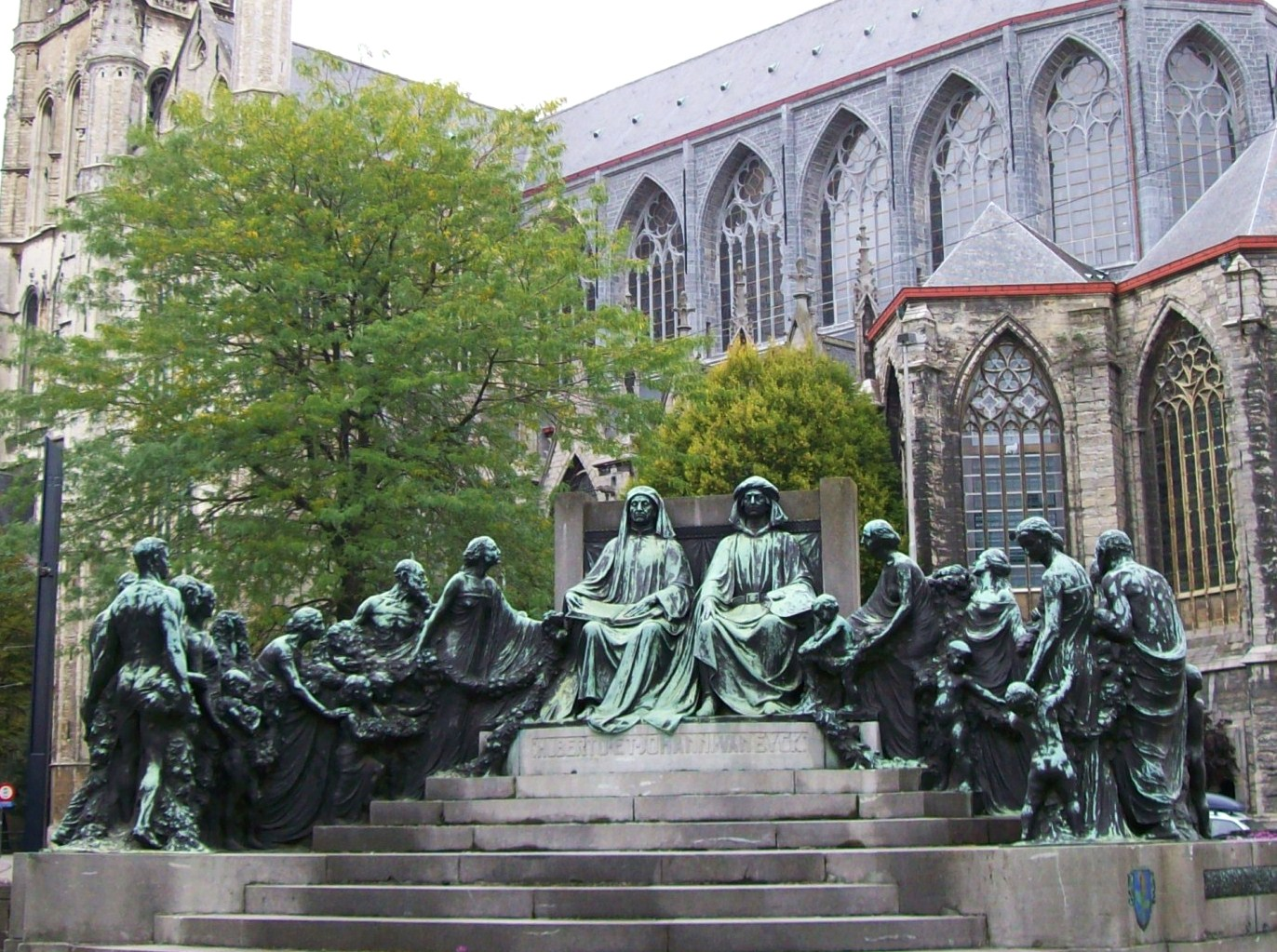
Monument voor de gebroeders Van Eyck (1913)
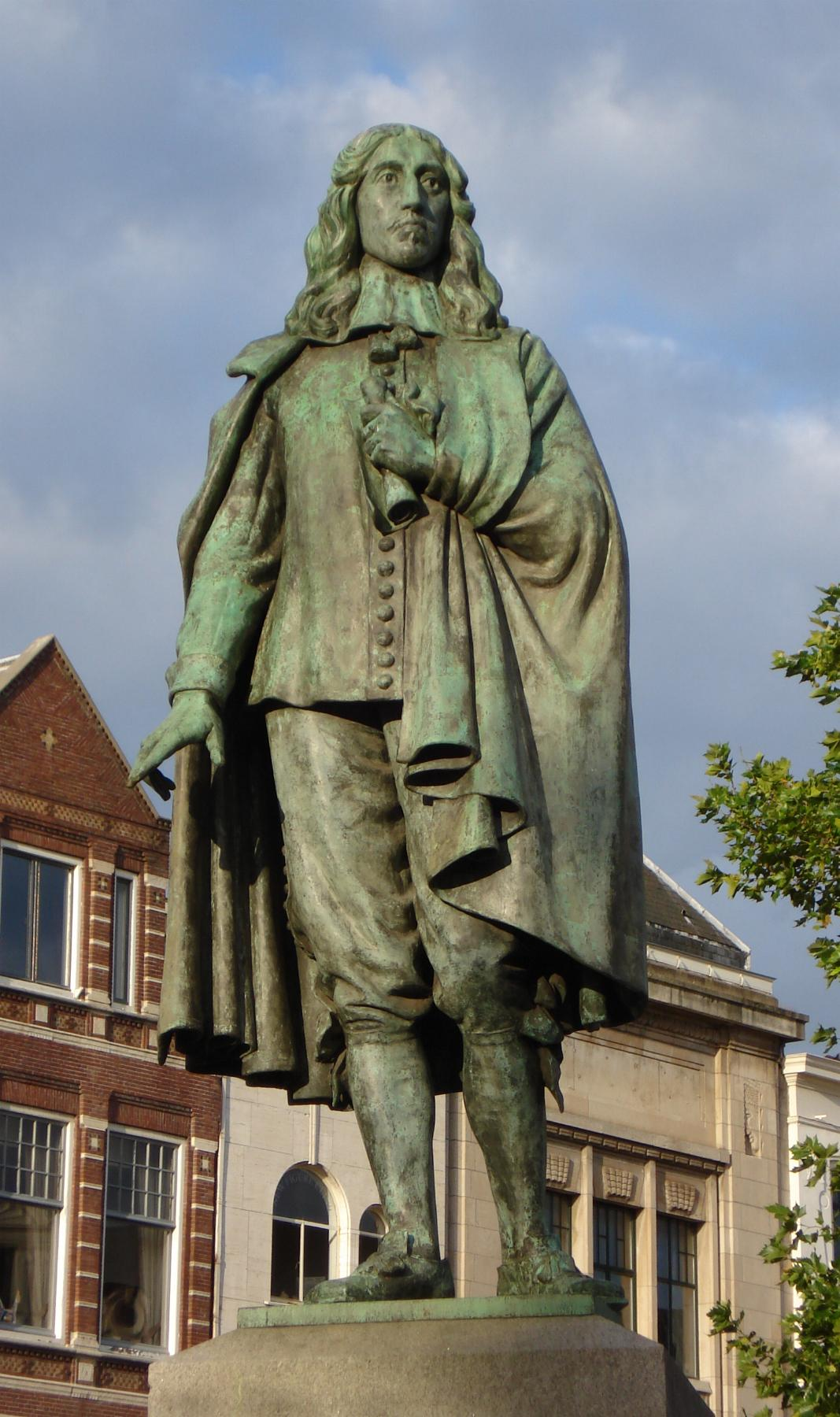
Standbeeld van Johan de Witt (1918)
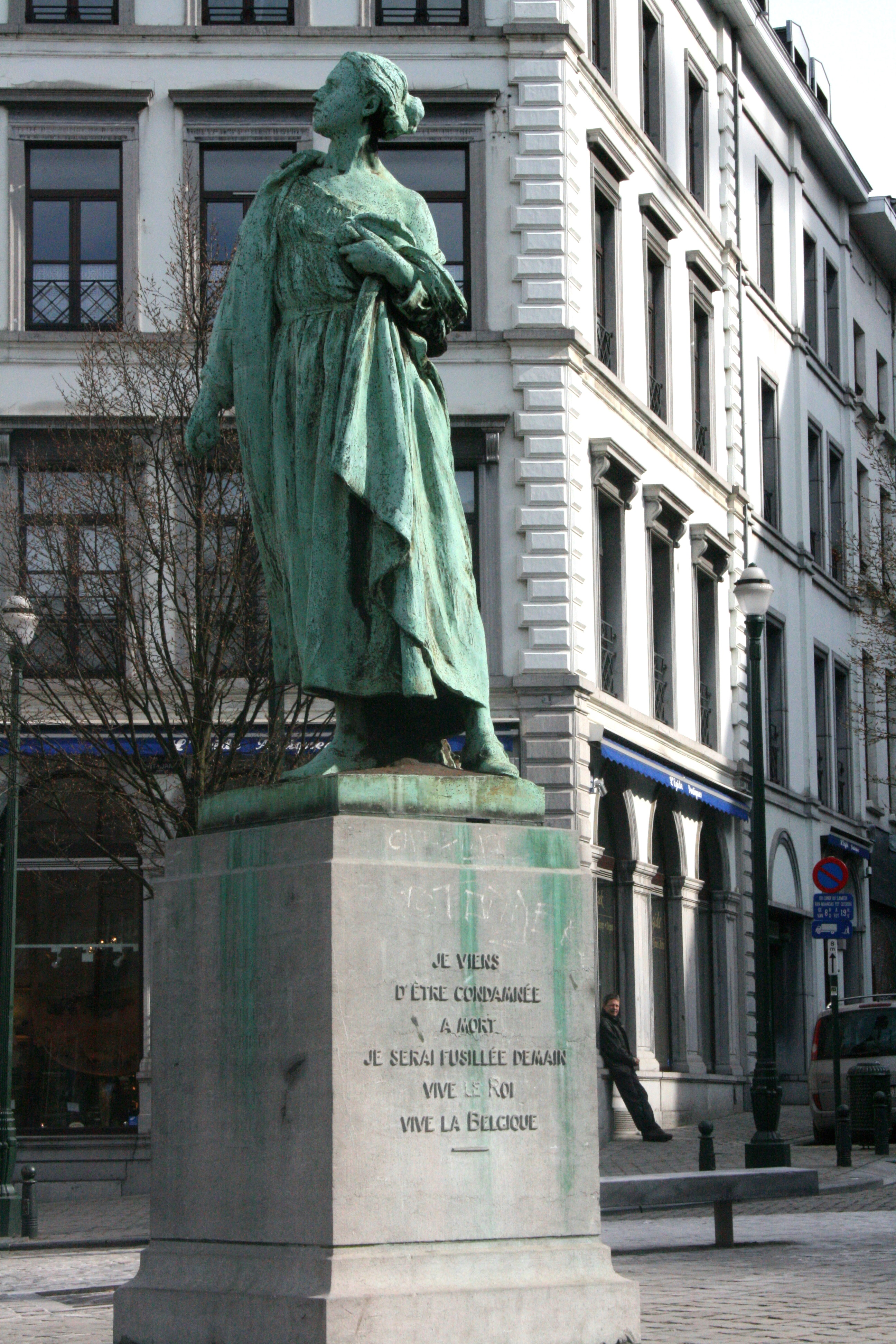
Standbeeld van Gabrielle Petit (1923)
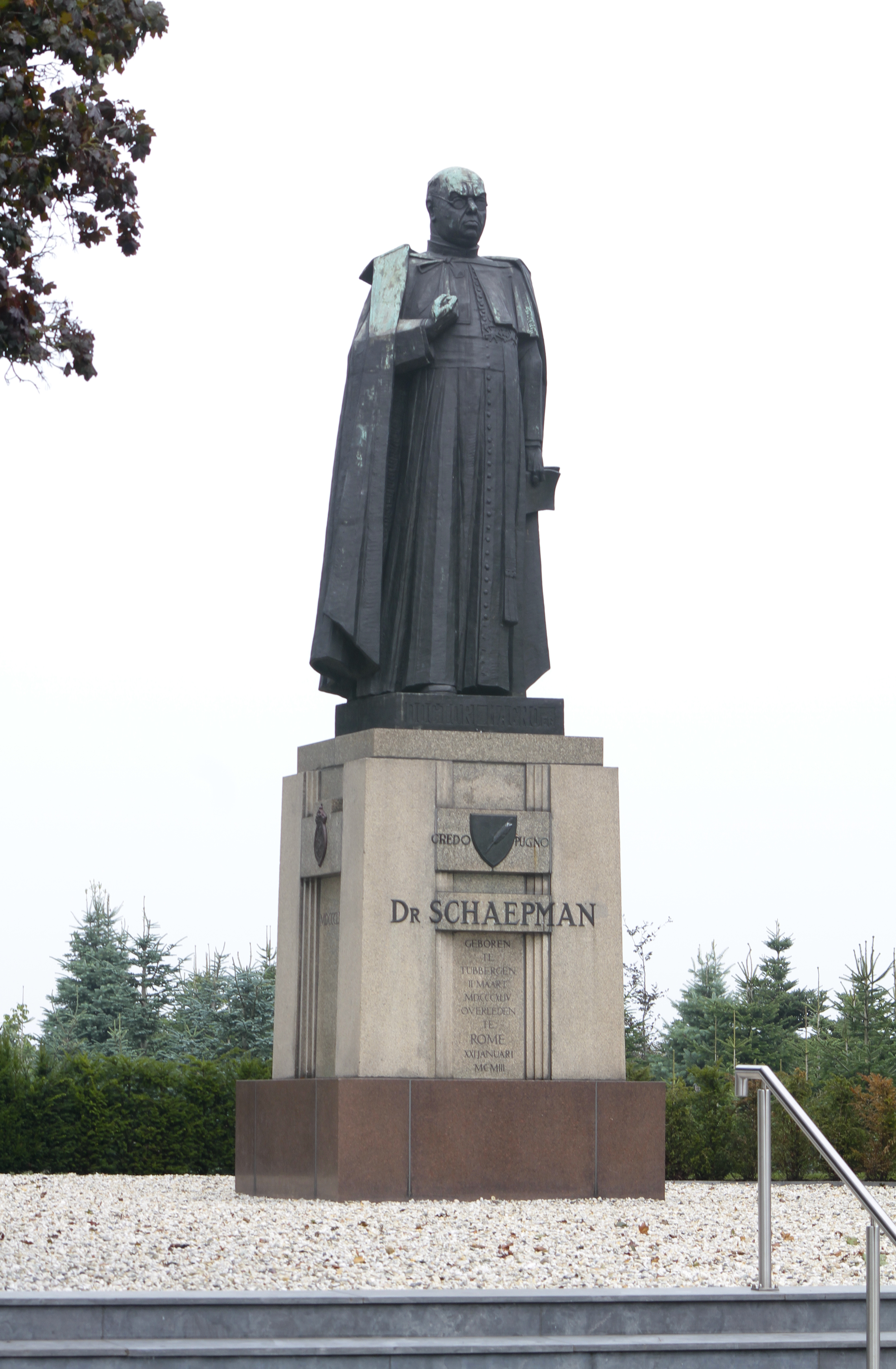
Standbeeld van dr. Schaepman (1927)
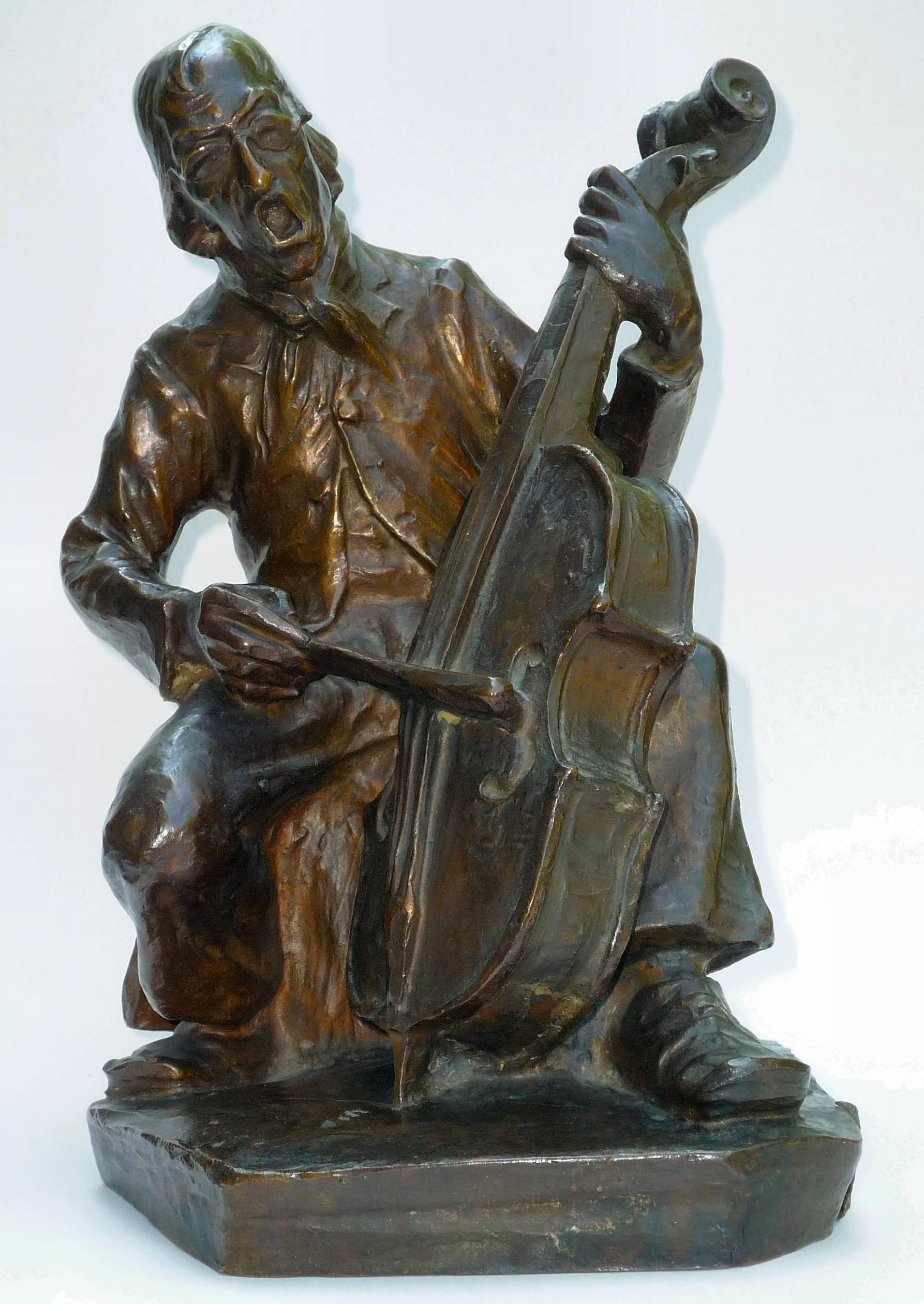
De cellist van August Falise, privébezit